# Прентис, Джон (футболист, 1898)
Джон Пре́нтис (англ. John Prentice; 19 октября 1898 — 28 июня 1966) — шотландский футболист, крайний нападающий.

## Биография
Родился в Глазго. Начал карьеру в английском клубе «Манчестер Юнайтед», с котором подписал профессиональный контракт в ноябре 1919 года. В основном составе «Юнайтед» дебютировал 2 апреля 1920 года в матче против «Брэдфорд Парк Авеню» на стадионе «Олд Траффорд». Это был его единственный матч за клуб в сезоне 1919/20.
В июне 1920 года покинул команду, перейдя в валлийский клуб «Суонси Таун», выступавший в Третьем дивизионе. В сезоне 1920/21 провёл за команду 3 матча в лиге.
В сезоне 1921/22 выступал за «Транмир Роверс» в рамках Третьего северного дивизиона, сыграв 25 матчей и забив 5 мячей (из них 23 матча и 2 мяча — в лиге и 2 матча и 2 гола — в Кубке Англии).